# Gausskanon
En gausskanon eller en coilgun er en type af projektil accelerator, som består af en eller flere spoler anvendt som elektromagneter (elektriske solenoider) i en konfiguration som en synkron linearmotor, som accelererer en magnetisk projektil til høje hastigheder. Navnet gausskanon er navngivet efter Carl Friedrich Gauss, som matematisk formulerede beskrivelser af den magnetiske effekt anvendt af magnetiske acceleratorer.
Gausskanoner består af en eller flere spoler arrangeret om et løb. Spolerne tændes og slukkes i sekvens, hvilket forårsager at projektilet hurtigt accelererer i løbet via magnetiske kræfter. Den første operationelle gausskanon blev udviklet og patenteret af den norske fysiker Kristian Birkeland.
I 1934 udviklede en amerikansk opfinder en maskinkanon baseret de samme principper som en gausskanon. Med undtagelse af et fotografi i nogle få publikationer, er kun lidt kendt om den.